# The Buggles
The Buggles var en brittisk new wave- och synthpopgrupp, bildad 1977. Medlemmar i gruppen var Geoffrey Downes (slagverk och keyboard) och den sedermera legendariske producenten Trevor Horn (basgitarr, gitarr, slagverk och sång). Gruppen är mest känd för låten "Video Killed the Radio Star" från 1979. Den var den första låten som spelades som musikvideo på MTV när TV-kanalen startade 1981.

## Historia
Downes och Horn träffades 1976 när Horn sökte musiker till disco-artisten Tina Charles liveband. Efter att ha turnerat tillsammans med Tina Charles fortsatte Downes och Horn att samarbeta på olika discoproduktioner och att göra jinglar till reklamfilmer. I studion utvecklade de sin egen form av electropop, vilket resulterade i låten "Video Killed the Radio Star". Låten skrevs tillsammans med Bruce Woolley som var med under bandets första år och som efter att ha lämnat gruppen utan någon framgång gav ut sin egen version av låten. En demoversion av låten gav Downes och Horn skivkontrakt med Island Records. De beslutade sig för att kalla sig The Buggles, som en referens till The Beatles.
1979 blev "Video Killed the Radio Star" en stor hit som toppade hitlistorna i sexton länder, däribland Storbritannien och Sverige. Framgången följdes upp med albumet The Age of Plastic i februari 1980. Ett genomgående tema för albumet var ny teknologi och dess inflytande på samhället. "Living in the Plastic Age", "Clean Clean" och "Elstree" släpptes som singlar men ingen av dem kom ens nära att upprepa succén med "Video Killed the Radio Star".
Redan kort efter albumet 1980 hade gruppen brutit upp då de båda medlemmarna var mer intresserade av andra projekt. Horn och Downes blev medlemmar i gruppen Yes, och medverkade på deras album, Drama, som släpptes i augusti 1980. De båda medverkade även på Yes efterföljande turné.
På The Buggles andra album, Adventures in Modern Recording, som släpptes 1982 på skivbolaget Carrere, medverkade Downes bara på fyra spår. På skivan medverkade även bl.a. Simon Darlow och John Sinclair. Låten "I Am a Camera" var en omarbetning av Yes-låten "Into the Lens" från albumet Drama, vilken var en omarbetning av The Buggles ursprungliga demo av "I Am a Camera". Adventures in Modern Recording, som i praktiken var ett soloalbum av Trevor Horn, blev det sista av The Buggles. Downes hade lämnat gruppen för att bilda Asia och Horn lade ned artistkarriären för att bli musikproducent på heltid.
På Wembley Arena och Princes Trust konserten i London, november 2004 spelade Horn och Downes "Video killed the radio star" och "Living in the Plastic Age" live tillsammans.

## Diskografi
Album
- 1980 – The Age of Plastic
- 1982 – Adventures in Modern Recording

Singlar
- 1979 – "Video Killed the Radio Star" (UK #1)
- 1980 – "Living in the Plastic Age" (UK #16)
- 1980 – "Clean Clean" (UK #38)
- 1980 – "Elstree" (UK #55)
- 1981 – "I Am a Camera"
- 1982 – "Adventures in Modern Recording"
- 1982 – "On TV"
- 1982 – "Lenny"
- 1982 – "Beatnik"